# Kerstin Skagius
Kerstin Skagius (Umeå, 11 maggio 1965) è un'ex cestista svedese.

## Carriera
Con la Svezia ha disputato due edizioni dei Campionati europei (1983, 1987).